# Captain Simian & the Space Monkeys
Captain Simian & the Space Monkeys (Capitán Simio y los monos galácticos en Latinoamérica y Capitán Simio y los monos espaciales en España) es una serie de televisión animada estadounidense de acción, ciencia ficción y comedia. La serie se estrenó el 7 de septiembre de 1996 y terminó después de 26 episodios el 21 de junio de 1997. Fue producida por Hallmark Entertainment y Monkeyshine Productions, Inc. y distribuida por Bohbot Entertainment, transmitida como parte de un bloque de animación sindicado conocido como Amazin 'Adventures, más tarde conocido como BKN.

## Resumen
Durante los vuelos espaciales tripulados por monos de la década de 1960, un cohete se desvió del curso, enviando a un chimpancé llamado Charlie a los confines del espacio. Después de muchos años, el cohete espacial de Charlie fue descubierto por la raza más inteligente del universo, los "Sin nombre" (conocidos de esa forma porque nunca decían el nombre de su especie. Luego explican que su raza es tan avanzada que su nombre no puede ser pronunciado o escrito; solo pensado, entonces se generó el chiste recurrente en el que los otros monos espaciales preguntaban: "¿los quién?").
Charlie recibió inteligencia mejorada, armas y tecnología futurista, y le asignaron un cargo para proteger el universo del malvado Lord Nébula. Uno de los villanos más inusuales en la historia de los dibujos animados, Nébula era un ser mitad humano, mitad agujero negro viviente que esperaba convertirse en un agujero negro completo al tragarse el universo en un Gran Colapso, y luego rehacerlo a su propia imagen. Su único problema es que, siendo mitad humano, todavía es susceptible a enfermedades humanas como el resfriado común y los dolores de estómago.
Para ayudar a Charlie (quien recibió el título de "Capitán Charlie Simian"), los "Sin nombre" le permitieron reclutar un equipo de compañeros monos de la tierra: Shao Lin, una mona dorada china con habilidades de combate rápidas y sabiduría serena; Spydor, un pequeño mono araña ruidoso con una larga cola prensil; Dr. Splitz / Splitzy, un orangután con una personalidad dividida entre científico / científico loco; y Gor, un gorila grande y fuerte quien destrozó la máquina que potenciaba la inteligencia antes de recibir una mejora completa.
El grupo cruzó las estrellas en su nave, el Primate Vengador, luchando contra Nébula y su mono secuaz cyborg llamado Rhesus 2, además de andar en busca de los plátanos siempre esquivos. Los monos mezclaron humor de conversación rápida con acción trepidante.

## Personajes

### Héroes
Capitán Charles "Chuck" SimioAl comienzo era un chimpancé llamado Charlie que fue enviado al espacio en la década de 1960 por la NASA. Después de desviarse del curso y estar congelado durante muchos años, fue descubierto por los "Sin nombre". Ellos creían que fue enviado por la Tierra como la especie más avanzada del planeta. Cuando se dieron cuenta de que no lo era, utilizaron una máquina para convertir a Charlie en un ser sensible e inteligente. Después de que le contaron acerca de Nébula, el Capitán Simio (como se hace llamar ahora) reclutó a un equipo de compañeros monos para que lo ayuden a salvar el universo.
Gor-illa / GorUn gorila de montaña originario de Uganda, un macho dominante, y el musculoso de la tripulación. Durante el proceso de evolución, accidentalmente destruyó la máquina que potenciaba su inteligencia antes de que el procedimiento se completara. Esto dejó a Gor bastante ingenuo e infantil, pero al mismo tiempo posee una fuerza extraordinaria fuera de lo común. Gor es bastante pacífico naturalmente y no desea hacerle daño a nadie, pero cuando sus amigos están en peligro, él se enoja de rabia. En un episodio temprano, Apax secuestró a Gor para convertirlo en un luchador de premios, pero como la naturaleza pacífica de Gor no le permitía luchar innecesariamente, Apax experimentó con él, convirtiéndolo en un furioso gorila gigantesco parecido a King Kong llamado Gormongous. El Dr. Splitz no pudo revertir el efecto del isótopo de Apax, lo que significa que Gor desde entonces se transforma en Gormongous cada vez que se enfada, de manera similar a Hulk.
OrbitrónUn pequeño robot con forma de esfera, entregado a Charlie por los “Sin nombre” para ayudarlo en su misión. Su función era proporcionarles a los monos el conocimiento adicional que necesitaban para su viaje. Ya era bastante cínico y desagradable antes de descomponerse, pero después fue dañado accidentalmente por Gor y se volvió completamente loco, se la pasa flotando alrededor de los demás, diciendo palabras incoherentes que solo en ocasiones tienen sentido. Esto a menudo lleva al Capitán Simio a decir: “Tengo que arreglar eso”. Debido a su tecnología tan avanzada, el Dr. Splitz no pudo repararlo a pesar de intentarlo.
SpydorUn pequeño y charlatán mono araña, al comienzo era propiedad de un instrumentista de organillo en la ciudad de Nueva York. Era un carterista, estafador y un completo ladrón, a menudo trata de aprovecharse de Gor intentando que haga su trabajo y trama numerosos planes para enriquecerse rápido, algo que lo mete en problemas con el capitán. A pesar de estos defectos, Spydor es leal en la misión, y nunca traicionará a sus amigos o al universo por dinero. Es un amigo muy cercano de Gor y no dejará que nadie más se aproveche de él. Spydor se encarga de las comunicaciones.
Dr. Splitz / SplitzyUn antiguo orangután de zoológico con una doble personalidad que alterna entre un académico estresado ("Dr. Splitz") y un patán rústico ("Splitzy"). El doctor se destaca como un científico teórico y es algo cobarde, mientras que Splitzy es un mecánico e ingeniero que está ansioso por meterse en una pelea. Las dos personalidades se conocen la una a la otra y discuten constantemente, pero a menudo dependen el uno del otro para compensar sus defectos individuales.
Shao LinUna mona dorada china que originalmente vivía en un templo budista donde era adorada como una diosa. Ella sigue actuando como una diosa con el resto de la tripulación, incluso, en ocasiones, dirigiéndose a sí misma como "nosotros" en el vocabulario de realeza. Esto conduce a una tensión considerable al principio, aunque con el tiempo ella complace a los demás y viceversa. Experta en artes marciales y con conocimientos en sabiduría budista, ella es la primera oficial del Capitán Simio. En ocasiones hay señales de una atracción romántica entre ella y el capitán, aunque esa relación nunca se desarrolló.

### Villanos
Lord NébulaNébula es un agujero negro viviente mitad humanoide que espera convertirse en un agujero negro completo, tragando el universo en un "Gran Colapso", y luego rehacerlo a su propia imagen. La naturaleza gaseosa de las nebulosas se emplea como un chiste recurrente ya que Nébula parece sufrir constantemente de algún análogo cósmico como dolor gastrointestinal. En el final de la serie, él queda atrapado en un orbe y Rhesus 2 se hace cargo.
Rhesus 2Un ejecutor de Lord Nébula. Al comienzo era un mono rhesus enviado al espacio, Nébula lo hizo inteligente y lo convirtió parcialmente en un robot. Su cerebro es desmontable y cambia con frecuencia de uno a otro para obtener ideas diferentes. Por ejemplo, el Cerebro 1 podría darle un plan más malvado que el Cerebro 2 o viceversa.
ApaxUn extraterrestre con piel verde y serpientes en lugar de pelo. Apax obliga a extraterrestres de otras especies a luchar en una arena. En un momento, él le inyecta un isótopo a Gor-illa, provocando que se convierta en un monstruo salvaje cada vez que se enoja. A menudo dice la frase "¡sólo en Andrómeda!".

## Reparto de doblaje
| Personaje            | Elenco de voz (EE. UU.) | Elenco de doblaje (Hispanoamérica) | Elenco de doblaje (España) |
| -------------------- | ----------------------- | ---------------------------------- | -------------------------- |
| Capitán Simio        | Jerry Doyle             | Salvador Delgado                   | Alfonso Vallés             |
| Shao Lin             | Karen Maruyama          | Ilia Gil                           | Desconocida                |
| Dr. Splitz / Splitzy | Maurice LaMarche        | Martín Soto                        | Javier Roldán              |
| Gor-illa / Gor       | James Avery             | Eduardo Borja                      | Ricky Coello               |
| Spydor               | Dom Irrera              | Herman López                       | Desconocido                |
| Orbitrón             | Jeff Bennett            | Mario Sauret                       | Desconocido                |
| Lord Nébula          | Michael Dorn            | Desconocido                        | Desconocido                |
| Rhesus 2             | Malcolm McDowell        | Bardo Miranda                      | Jordi Ribes                |

## Episodios
| N.º | Título                                     | Dirigido por                 | Escrito por                                                      | Fecha de emisión original | Código de prod. |
| --- | ------------------------------------------ | ---------------------------- | ---------------------------------------------------------------- | ------------------------- | --------------- |
| 1 | «Yes, We Have No Bananas, Part 1»          | Bradley Rader                | Gordon Bressack y Rob Hudnut                                     | 7 de septiembre de 1996   | 1               |
| 2 | «Yes, We Still Have No Bananas, Part 2»    | Bradley Rader                | Gordon Bressack y Rob Hudnut                                     | 7 de septiembre de 1996   | 2               |
| 3 | «Ape-lien»                                 | Bradley Rader                | Pamela Hickey y Dennys McCoy                                     | 14 de septiembre de 1996  | 3               |
| 4 | «The Monkey Has Landed»                    | David Schwartz               | Mark Seidenberg y Gordon Bressack                                | 14 de septiembre de 1996  | 4               |
| 5 | «Gorilla My Dreams»                        | Bradley Rader                | Martin Olson y Gordon Bressack                                   | 21 de septiembre de 1996  | 5               |
| 6 | «Gormongus!»                               | David Schwartz               | Nick Sagan                                                       | 2 de noviembre de 1996    | 6               |
| El Primate Vengador es atacado por rayos eléctricos de una nave desconocida. La nave sigue entrando y saliendo de la disformidad, por lo que no pueden rastrearla. Luego, Splitzy descubre que el atacante está explorando la nave en busca de formas de vida con los rayos eléctricos. Más tarde la nave del Capitán Simio recibe un destello de luz que secuestra a Gor y Spydor quienes son teletransportados fuera. En la nave enemiga, Gor y Spydor son recibidos por Apax, un extraterrestre que tiene serpientes en la cabeza. Apax le dice a Gor que lo va a convertir en un campeón, y lo lleva junto con Spydor a una arena, donde Gor se ve obligado a luchar. Mientras tanto, en el Primate Vengador, Splitzy crea un dispositivo para detectar el rastro de deformación de la nave, después los monos siguen el rastro. De vuelta en la arena, cada vez que se enfrenta a alguien, Gor los convence de que pelear es incorrecto y les habla fuera del ring. Esto deja frustrado a Apax quien le dice a Spydor que si Gor no pelea, entonces lo matará. Spydor le pide a Gor que pelee con él, pero Gor dice que no quiere. Spydor incentiva a Gor diciéndole que finja que su oponente come orugas para el desayuno, eso hace enfadar a Gor y comienza a luchar contra su oponente. El Primate Vengador llega a la arena, y los monos empiezan a buscar a Gor y Spydor. Mientras tanto, Apax toma una pistola con un isótopo para usarla en Gor, eso lo hará más fuerte y tendrá más instinto asesino. Antes de que pueda continuar, los monos llegan y le dicen que se detenga, pero los luchadores de Apax vienen y mantienen a los monos ocupados, mientras que Apax inyecta el isótopo. Después de inducirle el isótopo, Gor se convierte en una enorme bestia salvaje. Comienza a atacar a cualquiera que se interponga en su camino y derriba el lugar. Más tarde, Spydor lo calma cantándole una canción de cuna y Gor se duerme volviendo a la normalidad. Luego, el Capitán Simio atrapa a Apax y lo deja a merced de los luchadores a quienes obligó a combatir. Después los Monos Espaciales se van. Al final el Dr. Splitz examina a Gor, y le dice que el isótopo se ha convertido en parte de él. |                                            |                              |                                                                  |                           |                 |
| 7 | «Splitzy's Choice»                         | Bradley Rader                | Pamela Hickey y Dennys McCoy                                     | 21 de septiembre de 1996  | 7               |
| 8 | «Invasion of the Banana Snatchers»         | David Schwartz               | Gordon Bressack y Beth Slick                                     | 9 de noviembre de 1996    | 8               |
| 9 | «Repo Ape»                                 | Bradley Rader                | Pamela Hickey y Dennys McCoy                                     | 5 de octubre de 1996      | 9               |
| La tripulación atrapa un mensaje codificado de la NASA, pero los monos no pudieron traducirlo porque el decodificador fue destruido en el segundo episodio. Más tarde Splitzy descubre que la cápsula de Charlie no fue destruida con el planeta y se dirigió a la galaxia XJ-12. Así que la tripulación se prepara para ir allí. Cuando entran a la galaxia, el Primate Vengador queda atrapado en una anomalía magnética y se estrella en un depósito de chatarra sin vida. Así que la tripulación va a buscar en el planeta algo para arreglar su nave. Más tarde un par de robots atacan a los monos. Los monos derrotan a los robots y se encuentran con otro robot que les dice que él es Matrix. El Matrix captura a los monos para "deconstruir y asimilar", y llegan más robots. Gor-illa se libera y luego libera a todos los demás. Sin embargo, mientras los monos se dirigen hacia la nave, un robot captura a Spydor y Gor. En la nave, Orbitrón les dice a los monos que hace 1.000 años, Matrix era un vehículo de salvamento automatizado que deconstruyó y asimiló vehículos espaciales abandonados. Más tarde también quedó atrapado en el campo magnético y quedó varado. Entonces Matrix se conectó con otras computadoras alienígenas y continuó la deconstrucción y asimilación. Sin embargo, el robot no puede distinguir entre las máquinas y los monos. Entre tanto, Matrix descarga el cerebro de Gor-illa y se vuelve más inteligente. Mientras Splitzy trabaja buscando la forma de superar la anomalía, el capitán Charlie Simio y Shao Lin van a rescatar a Gor y Spydor. Mientras luchan contra los robots, Charlie encuentra la cápsula con la que fue enviado al espacio, él entra y se hace cargo del robot. Mientras tanto, Matrix continúa descargando información de Gor y cobra vida. Luego, Spydor enfurece a Gor diciéndole que, debido a su corte de prueba, necesitará una vacuna contra el tétanos. Gor se enoja y se transforma en Gormongus porque no quiere una inyección. Gor entonces derrota a Matrix. Justo entonces Splitzy crea un campo magnético para anular la anomalía, y los robots se sobrecargan. Luego la tripulación regresa a la nave y huyen. Splitzy les dice a los monos que Matrix sobrevivió y continúa evolucionando, pero le llevará unos 20 siglos completar su evolución. Charlie finalmente encuentra que el código enviado por la NASA era información de cambio de curso. |                                            |                              |                                                                  |                           |                 |
| 10 | «Lawnmower Ape»                            | David Schwartz               | Alan Swayze y Gordon Bressack                                    | 16 de noviembre de 1996   | 10              |
| 11 | «Monkey in the Middle»                     | Bradley Rader                | Historia: Gordon Bressack Guion: Marlowe Weisman y Laraine Arkow | 23 de noviembre de 1996   | 11              |
| 12 | «The Apes of Wrath»                        | David Schwartz               | Richard Mueller y Gordon Bressack                                | 1 de febrero de 1997      | 12              |
| 13 | «Plan Ape From Outer Space»                | Bradley Rader                | Lynn Mills, Jimmy Huston y Gordon Bressack                       | 30 de noviembre de 1996   | 13              |
| Para escapar de una criatura espacial y casi sin combustible, los monos espaciales montan un meteorito a través de un agujero de gusano. En el otro lado, descubren un planeta poblado y deciden reabastecerse allí. Sin embargo, también descubren que el meteoro está a punto de impactar en el planeta. Intentan advertir a los habitantes, pero el traductor universal está roto y los habitantes creen que han sido invadidos. A pesar de los repetidos intentos de comunicarse, no pueden convencer a los habitantes de sus intenciones pacíficas. Así que para salvar el planeta, pretenden ser vistos como invasores y atraer a todos los misiles que vienen del planeta hacia el meteoro. Después de que el meteoro es destruido, los habitantes piensan que han destruido la nave y evitado una invasión extraterrestre. |                                            |                              |                                                                  |                           |                 |
| 14 | «Mind Over Monkey»                         | Joe Pearson                  | Martin Olson y Gordon Bressack                                   | 8 de febrero de 1997      | 14              |
| 15 | «Monkey Puzzle Man»                        | Joe Pearson                  | Pamela Hickey y Dennys McCoy                                     | 25 de enero de 1997       | 15              |
| 16 | «Planet of the Humans»                     | Bradley Rader                | D.C. Fontana                                                     | 15 de febrero de 1997     | 16              |
| 17 | «Felonious Monks»                          | David Schwartz               | Christy Marx                                                     | 1 de marzo de 1997        | 17              |
| 18 | «Little House on the Primate»              | Bradley Rader                | Laraine Arkow y Marlowe Weisman                                  | 22 de febrero de 1997     | 18              |
| 19 | «The Maltese Monkey»                       | David Schwartz               | Pamela Hickey, Dennys McCoy y Gordon Bressack                    | 19 de abril de 1997       | 19              |
| 20 | «Rhesus Pieces»                            | John Fox                     | Gordon Bressack y D.C. Fontana                                   | 3 de mayo de 1997         | 20              |
| 21 | «Escape From the Plant of the Apes»        | Bradley Rader                | Laraine Arkow y Marlowe Weisman                                  | 26 de abril de 1997       | 21              |
| 22 | «A Clockwork Orang»                        | David Schwartz               | Gordon Bressack y Rob Hudnut                                     | 10 de mayo de 1997        | 22              |
| 23 | «Surf Monkeys Must Dive!»                  | Bradley Rader                | Laraine Arkow y Marlowe Weisman                                  | 17 de mayo de 1997        | 23              |
| 24 | «The Mandrill Who Knew Too Much, Part 1»   | John Fox y Joe Pearson       | Gordon Bressack                                                  | 7 de junio de 1997        | 24              |
| 25 | «Ape-pocalypse Now!, Part 2»               | David Schwartz y Joe Pearson | Gordon Bressack                                                  | 14 de junio de 1997       | 25              |
| 26 | «Ape-pocalypse... A Little Later!, Part 3» | Bradley Rader                | Gordon Bressack                                                  | 21 de junio de 1997       | 26              |

## Figuras de acción
En 1996, Mattel lanzó una colección de figuras de acción basadas en Captain Simian & the Space Monkeys. Diseñado por Bluebird Toys del Reino Unido, la línea incluía 9 figuras básicas y 4 vehículos grandes o accesorios. Las figuras, armadas con varios accesorios, fueron empaquetadas de manera inusual para que el consumidor las pueda rotar dentro de la burbuja de plástico de la tarjeta como si estuvieran flotando en el espacio.